# 馬瑟爾謝爾 (蒙大拿州)
馬瑟爾謝爾（英語：Musselshell）是位於美國蒙大拿州馬瑟爾謝爾縣的普查規定居民點。

## 歷史
馬瑟爾謝爾的郵局自1883年營運至今。

## 人口
根據2020年美國人口普查的數據，馬瑟爾謝爾的面積為6.61平方千米，皆為陸地。當地共有人口59人，而人口密度為每平方千米8.93人。